# Jean-Luc Duez
Jean-Luc Duez né le 18 juillet 1949 à Roubaix et mort le 16 avril 2017 à Paris, est un artiste urbain français.
Il écrit le mot « Amour » sur les trottoirs de Paris.

## Biographie
Ancien peintre en publicité, puis peintre en chevalet dans un registre réaliste, il décide d'écrire le mot « Amour » un peu partout dans Paris après s'être séparé de sa compagne. Un mystère s'installe alors, c'est le journal Libération qui finit par découvrir l'identité du peintre.
Jean-Luc Duez est mort le 16 avril 2017,.